# Willem Korsten
Willem Korsten (Boxtel, 21 januari 1975) is een voormalig Nederlands voetballer, die zowel op het middenveld als in de aanval speelde.
Hij begon zijn spelersloopbaan in seizoen 1992/93 bij N.E.C., maar maakte na één seizoen de overstap naar aartsrivaal Vitesse. Hij speelde hier zes seizoenen, maar blessures weerhielden hem ervan een heel seizoen te spelen. Twee seizoenen speelde hij zelfs amper.
Hij viel toch op en in het seizoen 1998/99 maakte hij de overstap naar de Engelse Premier League. Zijn eerste club daar was Leeds United, waar hij op huurbasis speelde. Na een seizoen, waarin hij slechts zeven competitiewedstrijden en drie keer in de FA Cup speelde, vertrok hij naar Tottenham Hotspur als opvolger van David Ginola. Ook hier bleven blessures hem achtervolgen en op 19 mei 2001, pas 26 jaar oud, speelde hij zijn laatste wedstrijd, thuis tegen Manchester United. De Spurs wonnen met 3-1, met twee goals van Korsten.
In 2002 ging hij de jeugd van N.E.C. trainen. Korsten ging in 2011 bij Topklasser Achilles '29 uit Groesbeek trainen. Hij maakte op 10 mei 2011 in de halve finale van de districtsbeker tegen Sportclub N.E.C. zijn rentree als basisspeler. In de finale om de KNVB beker voor amateurs scoorde hij op 18 juni 2011 het enige doelpunt.
Korsten was in het seizoen 2011/2012 bij Achilles '29 werkzaam als spitsen- en assistent-trainer. Op woensdag 7 maart maakte de club bekend dat Korsten de dag daarvoor zijn ontslag heeft ingediend omdat de samenwerking met de club niet is geworden wat hij vooraf gedacht had. In het seizoen 2012/13 werd Korsten assistent-trainer bij N.E.C. en ging spelers individueel begeleiden.